# Acrospira
Acrospira — рід грибів відділу Ascomycota. Назва вперше опублікована 1857 року.